# Bata (město)
Bata je přístavní město ležící v provincii Litoral na západě afrického státu Rovníková Guinea. Je to největší město v zemi, důležitý dopravní uzel s letištěm a hlubokým přístavem. Město je také známé pro svůj noční život.
7. března 2021 byla část města zničena výbuchem dynamitu uskladněného ve vojenských kasárnách. Při výbuchu bylo zabito nejméně 98 obyvatel města a dalších 600 bylo zraněno.

## Galerie

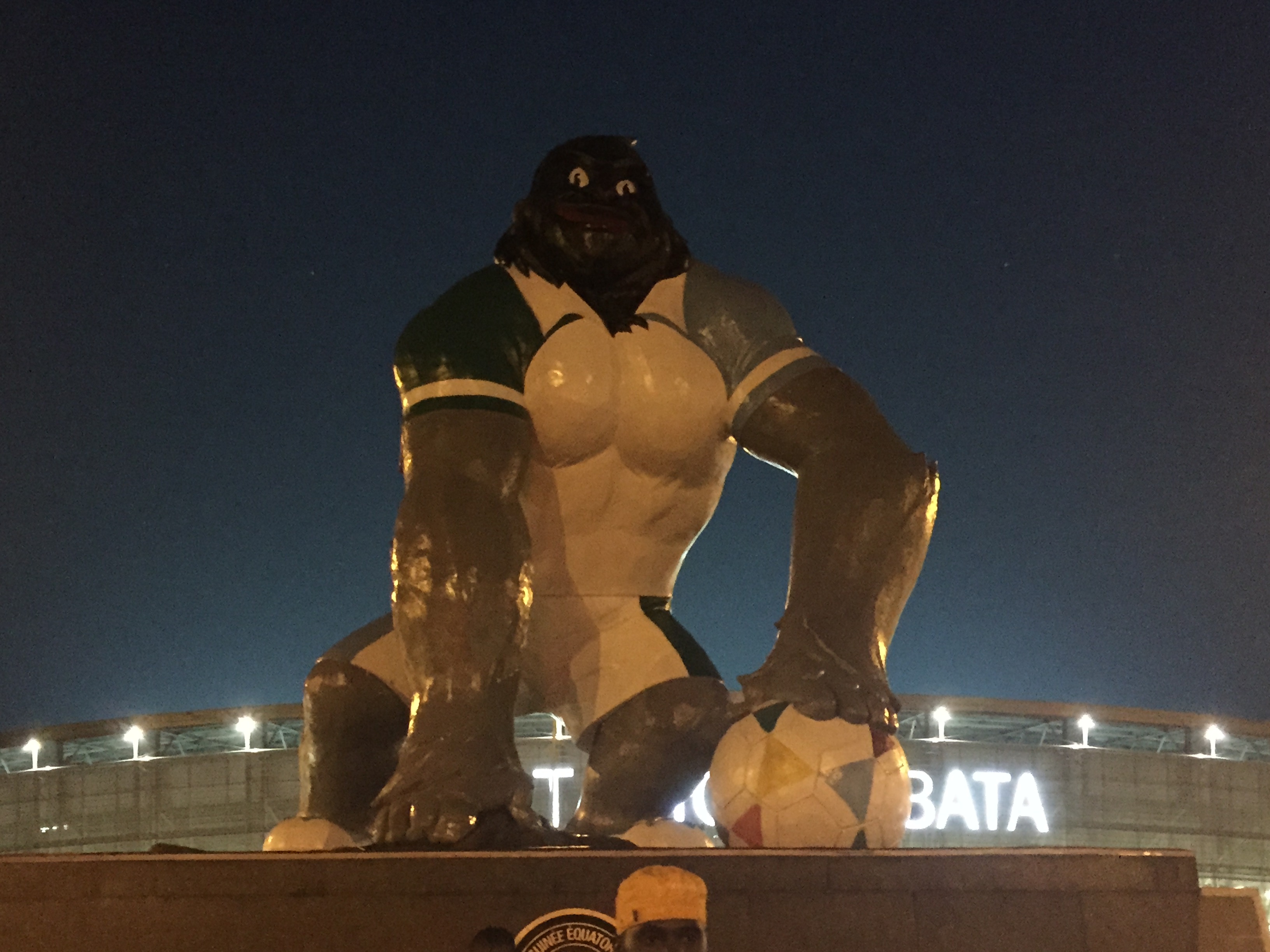
Estadio de Bata
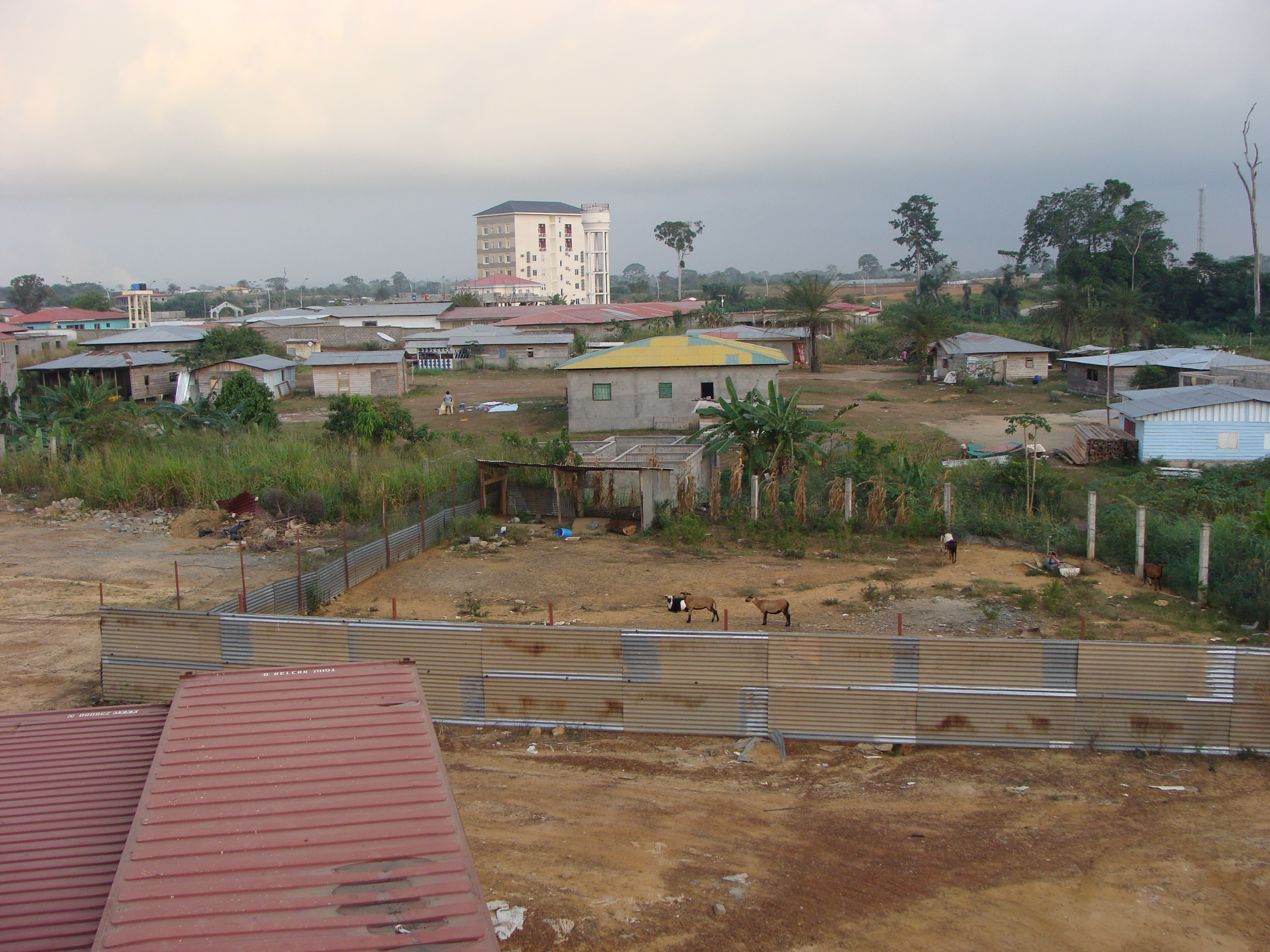
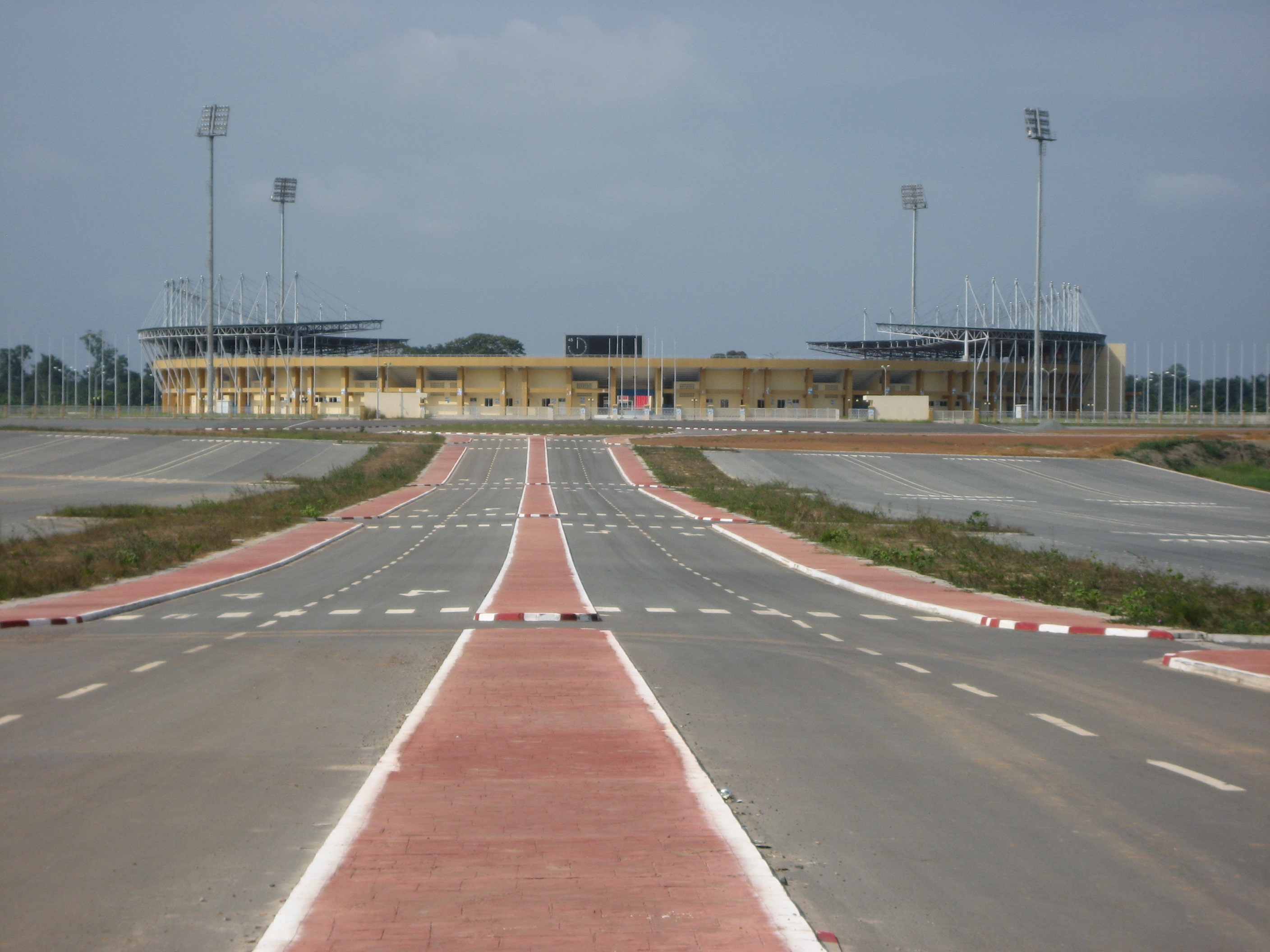